# Kruszynka rdzawoczułka
Kruszynka rdzawoczułka (Grammoptera ruficornis) – gatunek chrząszcza z rodziny kózkowatych.